# Sabina Křováková
Sabina Křováková (* 24. ledna 1992 Děčín, Československo) je česká zpěvačka, vítězka soutěže Česko Slovenská Superstar.
Vystudovala Evropskou obchodní akademii, kterou ukončila maturitou v roce 2011. Studovala popularizaci hudby a život s ní Univerzitě Jana Evangelisty Purkyně v Ústí nad Labem. V roce 2013 vydala singl Skřítek a v roce 2014 Ty, já a kytara. Byla předskokankou na koncertech Lucie Bílé.
V roce 2013 se stala vítězkou soutěže Česko Slovenská Superstar, když ve finále porazila Štefana Pčelára. V grandfinále, které se uskutečnilo 2. června 2013, Sabina zazpívala čtyři písně, One Of Us od Joan Osbourne, Still Loving You od Scorpions, La La od Ashlee Simpson a Cry Baby od Janis Joplin.
V roce 2015 vydala album Sirkama.
S Xindlem X nazpívala v roce 2018 píseň Věčně nevěrná.